# Bałkanec
Bałkanec (bułg. Балканец) – wieś w północnej Bułgarii, w obwodzie Łowecz, w gminie Trojan. Położona jest 5 km na południowy zachód od Trojanu.